# Stenostephanus oaxacanus
Stenostephanus oaxacanus är en akantusväxtart som beskrevs av T.F. Daniel. Stenostephanus oaxacanus ingår i släktet Stenostephanus och familjen akantusväxter. Inga underarter finns listade i Catalogue of Life.